# Ilhéu Chão
Ilhéu Chão je nejmenším z neobydlených ostrovů souostroví Ilhas Desertas, náležejícím geograficky k Madeirskému souostroví. Leží v Atlantském oceánu ve vzdálenosti 25 km jihovýchodně od ostrova Madeira. Má protáhlý tvar o velikosti 1,6 x 0,5 km.

## Lidská přítomnost
Nedostatek trvalých zdrojů pitné vody umožňující stálé zasobování obyvatelstva byl příčinou toho, že v minulosti nedocházelo k trvalé kolonizaci ostrova. Byly však zaznamenány ojedinělé pokusy o jeho zemědělské využití, jejichž důkazem jsou stále viditelné pozůstatky mlatů, používaných ke zpracování vypěstovaných obilovin. 

## Fauna a flóra
Od vyhynutí dovezených zajíců v letech 80. létech 20. století se autochtonní flóra postupně obnovuje, díky čemuž je ostrov atraktivnější především pro hnízdění mořských ptáků.
Toto zotavení má velký ornitologický význam, protože je to hnízdiště pro několik ptáků nalezených na Madeiře, jako buřňák kapverdský Pterodroma feae. Dalšími přítomnými ptáky jsou buřňák Bulwerův (Bulweria bulwerii), buřňák šedý (Calonectris diomedea), buřňáček madeirský (Oceanodroma castro), buřňák menší (Puffinus assimilis), rybák obecný (Sterna hirundo), racek žlutonohý (Larus cachinnans ) , rorýs jednobarvý (Apus unicolor) a kanár divoký (Serinus canaria).
Ze savců vyniká lachtan jihoafrický, pravidelně vyskytující ve vodách kolem ostrůvku. 

## Podívejte se také na
- Deserta Grande
- Bugio